# Club Deportivo Victoria
Il Club Deportivo Victoria è una società calcistica con sede a La Ceiba. in Honduras. Milita nella Liga Nacional de Ascenso de Honduras, la seconda serie honduregna.
Fondato nel 1935, il club ha militato per vari anni nella Liga Nacional de Fútbol Profesional de Honduras, la massima serie del campionato honduregno di calcio, che ha vinto nella stagione 1994-1995.

## Palmarès

### Competizioni nazionali
- Liga Nacional de Fútbol de Honduras: 1

1994-1995

### Altri piazzamenti
- Campionato honduregno:

Secondo posto: Clausura 2006
- Copa de Honduras:

Finalista: 1992, 1996
- Copa Interclubes UNCAF:

Quarto posto: 2006

## Rosa 2011-2012
| N. |                       | Ruolo | Calciatore                       |
| -- | --------------------- | ----- | -------------------------------- |
| 1  | Honduras (bandiera)   | P     | Orlin Vallecillo                 |
| 2  | Honduras (bandiera)   | D     | Henrry Dario Mejia Reyes         |
| 3  | Honduras (bandiera)   | D     | Samuel Arturo Córdova Howe       |
| 5  | Honduras (bandiera)   | D     | José David Velásquez             |
| 6  | Colombia (bandiera)   | D     | Eder Arias                       |
| 7  | Honduras (bandiera)   | C     | Víctor Mena                      |
| 8  | Panama (bandiera)     | C     | Luis Jaramillo                   |
| 9  | Honduras (bandiera)   | A     | Víctor Ortíz                     |
| 10 | Costa Rica (bandiera) | C     | Christian Blanco Viquez          |
| 11 | Honduras (bandiera)   | A     | Elmer Fernando Zelaya Ortiz      |
| 12 | Honduras (bandiera)   | C     | Jaime Rosales                    |
| 13 | Honduras (bandiera)   | D     | Carlos Palacios                  |
| 14 | Honduras (bandiera)   | A     | Júnior Lacayo                    |
| 15 | Panama (bandiera)     | A     | Alcibiades Rojas MC Ray          |
| 16 | Honduras (bandiera)   | D     | Yermy Hernández                  |
| 17 | Honduras (bandiera)   | C     | Milton Ruiz                      |
| 18 | Honduras (bandiera)   | A     | Jonathan Ramón Centeno Rodriguez |
| 20 | Honduras (bandiera)   | C     | Carlos Oliva                     |

| N. |                     | Ruolo | Calciatore                           |
| -- | ------------------- | ----- | ------------------------------------ |
| 21 | Honduras (bandiera) | C     | Yerdin Alfredo Martinez Ruiz         |
| 22 | Honduras (bandiera) | D     | Wilson Güity                         |
| 23 | Honduras (bandiera) | P     | Oscar Sein Munguia Zelaya            |
| 25 | Honduras (bandiera) | D     | Wilmer Crisanto                      |
| 26 | Honduras (bandiera) | C     | Rigoberto Padilla                    |
| 27 | Honduras (bandiera) | A     | Félix Crisanto                       |
| 28 | Honduras (bandiera) | A     | Ledin Alfredo Flores Navarro         |
| 29 | Honduras (bandiera) | A     | Cándido Aurelio Solano Castillo      |
| 30 | Honduras (bandiera) | A     | Kael Antonio Moncada Miranda         |
| 31 | Honduras (bandiera) | P     | José Alberto Galindo Molina          |
| 33 | Honduras (bandiera) | C     | Erick Andino                         |
| 35 | Honduras (bandiera) | P     | José Luis Rosales Garcia             |
| 40 | Honduras (bandiera) | A     | Abraham José Núñez Vallecillo        |
| 44 | Honduras (bandiera) | C     | Juan Ramón Acosta Argueta            |
| 50 | Honduras (bandiera) | C     | Héctor Enrique Castellanos Villatoro |
| 61 | Honduras (bandiera) | P     | Pablo Javier Alvarez Garcia          |